# The Daughter of MacGregor
The Daughter of MacGregor er en amerikansk stumfilm fra 1916 af Sidney Olcott.

## Medvirkende
- Valentine Grant som Jean MacGregor.
- Sidney Mason som Winston.
- Arda La Croix som Donald MacGregor.
- Helen Lindroth som Miss McGrim.
- Daniel Pennell som Bull Grogan.